# 以色列之家

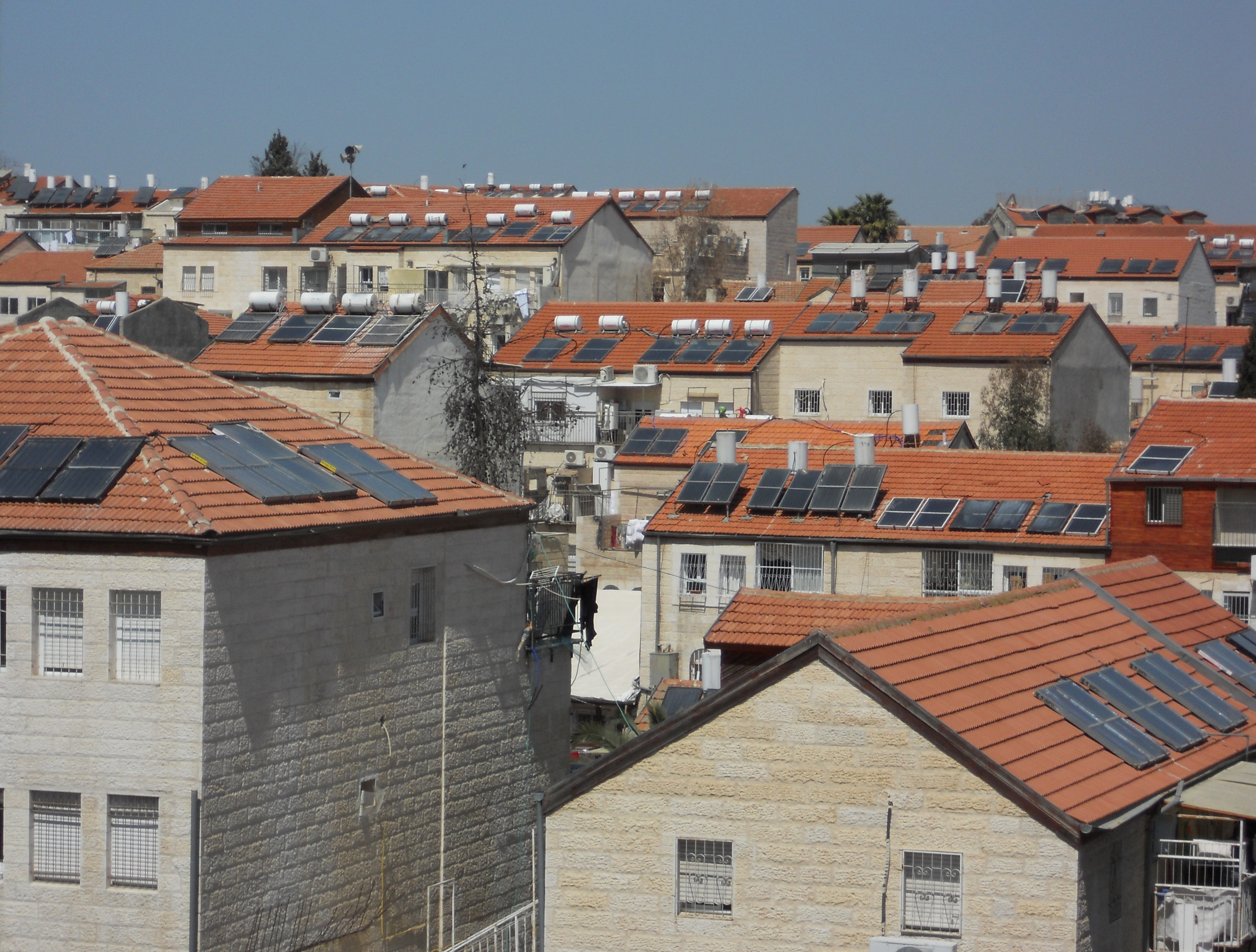
以色列之家

以色列之家（希伯來語：‎, Beit Yisrael）是以色列耶路撒冷中区的一个哈雷迪犹太教社区。位于百倍之地以北。
以色列之家这个名称取自以西结书36:10，以西结预言以色列的大小山冈，“我必使以色列全家的人数在你们上面增多，城邑必有人居住，荒场必再被建造。”按照传统，该社区就建在第二圣殿的祭物残余弃置的地点。

## 历史
以色列之家始建于19世纪80年代，作为百倍之地的延伸；它最初被称为“新百倍之地”（希伯來語：‎, "Mea Shearim HaHadasha" ）。老伊舒夫的一些著名的社会活动家，寻找在百倍之地生活成本暴涨的解决方案，想出了一个主意，以低价购买相邻的一块脏污的泥泞之地，排干积水，开始兴建。
以色列之家包括一条同名的中心街道，沿街有一个犹太会堂。另一条主要街道，连接百倍之地，以Dayan拉比命名。街道两旁排列着两层的房屋，后面是宽敞的庭院，每两栋房屋共用一口井。居民原本都是在其他街区买不起房的穷人，不过也有许多来自世界各地的犹太移民定居于此。到1900年，这里有60栋房屋和2座犹太会堂。在英国托管时期，该社区继续增长，向北扩展。
在1947－1949年以色列独立战争期间，以色列之家位于前线，从1949年到1967年，它坐落在停火线附近，毗鄰约旦边境。
2002年3月2日，在该社区的一个犹太神学院外，发生自杀式炸弹袭击，11人死亡，超过50人受伤，當時人们聚集在那里，举行成年礼庆祝活动。

## 宗教机构
在以色列之家有许多犹太会堂，分别属于来自不同种族背景，例如达吉斯坦、库尔德、阿富汗的犹太人，各自根据当地风俗祈祷。
位于以色列之家的还有密尔经学院，拥有超过7500名学生，是全球最大的犹太神学院。